# Regionalmuseum in Janów Lubelski
Das Regionalmuseum in Janów Lubelski ist ein Heimatmuseum in Janów Lubelski.

## Geschichte
Das Museum befindet sich im Gebäude des Alten Gefängnisses in Janów Lubelski, das in den Jahren 1825 bis 1826 erbaut wurde und derzeit renoviert wird.
Es wurde am 1. Januar 1986 eröffnet. In den ersten 10 Jahren war es eine Filiale des Muzeum Czynu Zbrojnego (= Museum der bewaffneten Tat) des Heimatmuseums in Sandomierz. Es ist seit 1996 eine unabhängige von den lokalen Selbstverwaltungsbehörden verwaltete Einrichtung.
Seit 2013 finden Sonderausstellungen statt. Vorübergehend befindet sich der Sitz des Museums und ein Ausstellungsraum Dom Nauczyciela an der Ogrodowa-Straße 16.

## Sammlung und Ausstellungen
Die Sammlung umfasst Exponate, die Archäologie, Geschichte und Kulturgeschichte der Region betreffen. Erweitert und finanziert wird die Sammlung durch Kauf oder Spenden.
Das Museum präsentiert neben einer Dauerausstellung diverse Sonderausstellungen zu ausgewählten Themen und arbeitet dabei mit anderen Museen, Bibliotheken und ähnlichen Einrichtungen zusammen, insbesondere mit der Polnische Akademie der Wissenschaften, dem Institut für Nationales Gedenken, dem Magazin National Geographic Polska, dem Völkerkundemuseum in Warschau und dem Nationalmuseum Warschau.   

## Forschung
Das Museum führt Feldforschungen im Gebiet des Janowski-Powiats durch, hauptsächlich um archäologische, historische und ethnographische Objekte zu sichern und zu gewinnen. Es führt Recherchen in Archiven, Museen und bei Privatpersonen durch, um Informationen über die Geschichte und Kultur der Janów-Region zu erhalten, zu dokumentieren und zu archivieren. Das Museum organisiert Forschungsaufenthalte für Studierende der Fakultät Kulturwissenschaften der Maria-Curie-Skłodowska-Universität in Lublin.
Das Museum veröffentlicht Ausstellungskataloge und ist Herausgeber oder Mitherausgeber von Büchern.
Publikationen
- Janów Lubelski 1640–2000, Red. Zenon Baranowski u. a. Sandomierz: Wydawnictwo Diecezjalne, 2000,
- Rys historyczny miejscowości powiatu janowskiego, Zenon Baranowski, Lublin, Stalowa Wola: „Sztafeta“.
- Janowskie Gimnazjum i liceum w oczach wychowanków. Gemeinschaftsarbeit, 1993.
- Łążek garncarski. Barbara Nazarewicz, 1955,
- Janowskie Korzenie.

## Museumspädagogik
Das Museum arbeitet mit den örtlichen Schulen zusammen, führt didaktische Veranstaltungen und Seminare durch und organisiert Workshops für Kinder und Jugendliche. Ein Schwerpunkt der pädagogischen Arbeit ist, lokale Traditionen und aussterbende Handwerke wie Töpferei und Flechten  aufrechtzuerhalten. Das Museum beteiligt sich an kulturellen Events der Stadt, wie zum Beispiel dem Grütze-Festival (Festiwal Kaszy) oder dem Janowski Jahrmarkt.